# Tan Ya-ting
Tan Ya-ting (Hsinchu, 7 november 1993) is een  voormalig boogschutster uit Chinees Taipei.

## Carrière
Tan veroverde in 2016 op de Olympische Spelen de bronzen medaille in de teamcompetitie en in 2019 werd ze in dezelfde categorie wereldkampioene.  Ze won tal van podia op wereldkampioenschappen en in de World Cup.
Ze stopte na de Olympische Spelen in 2021 maar nam daarna nog tweemaal deel aan een competitie in eigen land.

## Erelijst

### Olympische Spelen
Individueel
- 2012: 3e ronde (verloren van Pia Carmen Lionetti met 2-6)
- 2016: kwartfinale (verloren van Lisa Unruh met 5-6)
- 2020: 1e ronde (verloren van Bryony Pitman met 4-6)

Team
- 2016:  Rio de Janeiro

### Wereldkampioenschap
Individueel
- 2013: 4e ronde (verloren van Xu Jing met 5-6)
- 2015: 3e ronde (verloren van Ika Rochmawati met 4-6)
- 2017:  (gewonnen van Mackenzie Brown met 7-1)
- 2019: 4e ronde (verloren van Kang Chae-young met 3-7)

Gemengd
- 2013:  Belek (gemengd)

Team
- 2017:  Mexico Stad (team)
- 2019:  's-Hertogenbosch (team)

### Aziatische Spelen
Individueel
- 2010: kwartfinale (verloren van Kwon Un-sil met 4-6)
- 2018: kwartfinale (verloren van Zhang Xinyan met 4-6)

### Universiade
- 2015:  Gwangju (gemengd)
- 2015:  Gwangju (team)
- 2017:  Taipei (individueel)
- 2017:  Taipei (team)

### World Cup
- 2011:  Singapore (indoor, individueel)
- 2012:  Shanghai (gemengd)
- 2015:  Medellin (team)
- 2016:  Shanghai (individueel)
- 2016:  Shanghai (gemengd)
- 2016:  Shanghai (team)
- 2016:  Medellin (individueel)
- 2016:  Medellin (gemengd)
- 2016:  Antalya (individueel)
- 2016:  Antalya (gemengd)
- 2016:  Odense (individueel)
- 2017:  Shanghai (gemengd)
- 2017:  Antalya (team)
- 2017:  Salt Lake City (individueel)
- 2017:  Salt Lake City (gemengd)
- 2017:  Salt Lake City (team)
- 2018:  Shanghai (team)
- 2018:  Antalya (team)
- 2018:  Salt Lake City (individueel)
- 2018:  Salt Lake City (gemengd)
- 2018:  Salt Lake City (team)
- 2018:  Berlijn (gemengd)
- 2018:  Berlijn (team)
- 2019:  Shanghai (individueel)
- 2019:  Shanghai (gemengd)
- 2019:  Shanghai (team)
- 2019:  Antalya (individueel)
- 2019:  Antalya (team)
- 2019:  Berlijn (individueel)
- 2019:  Moskou (individueel)